# بيل كونينغهام (لاعب كرة قاعدة أمريكي)
بيل كونينغهام (بالإنجليزية: Bill Cunningham)‏ هو لاعب كرة قاعدة أمريكي، ولد في 30 يوليو 1894 في سان فرانسيسكو في الولايات المتحدة، وتوفي في 26 سبتمبر 1953 في كولوسا في الولايات المتحدة.

## وصلات خارجية
- بيل كونينغهام (لاعب كرة قاعدة أمريكي) على موقعبيزبول رفرنس.كوم (الدوري الرئيسي) (الإنجليزية)
- بيل كونينغهام (لاعب كرة قاعدة أمريكي) على موقعبيزبول رفرنس.كوم (الدوري الثانوي) (الإنجليزية)